# Campionato Sudamericano 1966 (hockey su pista)
Il campionato sudamericano di hockey su pista 1966 è stata la 5ª edizione del torneo di hockey su pista per squadre nazionali maschili sudamericane. Il torneo si è svolto in Argentina a Concepción dal 25 al 27 marzo 1966.
A vincere il torneo fu il Cile per la terza volta nella sua storia precedendo in classifica l'Argentina.

## Formula
Il campionato Sudamericano 1966 fu disputato da tre selezioni nazionali tramite la formula del girone all'italiana con gare di sola andata. Vennero attribuiti due punti per l'incontro vinto, uno per l'incontro pareggiato e zero in caso di sconfitta. La prima squadra classificata venne proclamata campione.

## Squadre partecipanti
| Pr. | Squadra   | Partecipazioni precedenti al torneo |
| --- | --------- | ----------------------------------- |
| 1   | Argentina | 1956, 1959, 1963                    |
| 2   | Brasile   | 1954, 1956, 1959                    |
| 3   | Cile      | 1954, 1956, 1959, 1963              |

Nota bene: nella sezione "partecipazioni precedenti al torneo" le date in grassetto indicano la squadra che ha vinto quell'edizione del torneo

## Svolgimento del torneo

### Classifica finale
| Pos. | Squadra   | Pt | G | V | N | P | GF | GS | DR |
| ---- | --------- | -- | - | - | - | - | -- | -- | -- |
| 1.   | Cile      | 3  | 2 | 1 | 1 | 0 | 4  | 3  | +1 |
| 2.   | Argentina | 3  | 2 | 1 | 1 | 0 | 5  | 2  | +3 |
| 3.   | Brasile   | 0  | 2 | 0 | 0 | 2 | 1  | 5  | -4 |

### Risultati
| Concepción 25 marzo 1966 | Brasile | 1 – 2 | Cile |  |

| Concepción 26 marzo 1966 | Argentina | 3 – 0 | Brasile |  |

| Concepción 27 marzo 1966 | Argentina | 2 – 2 | Cile |  |